# アントルメ

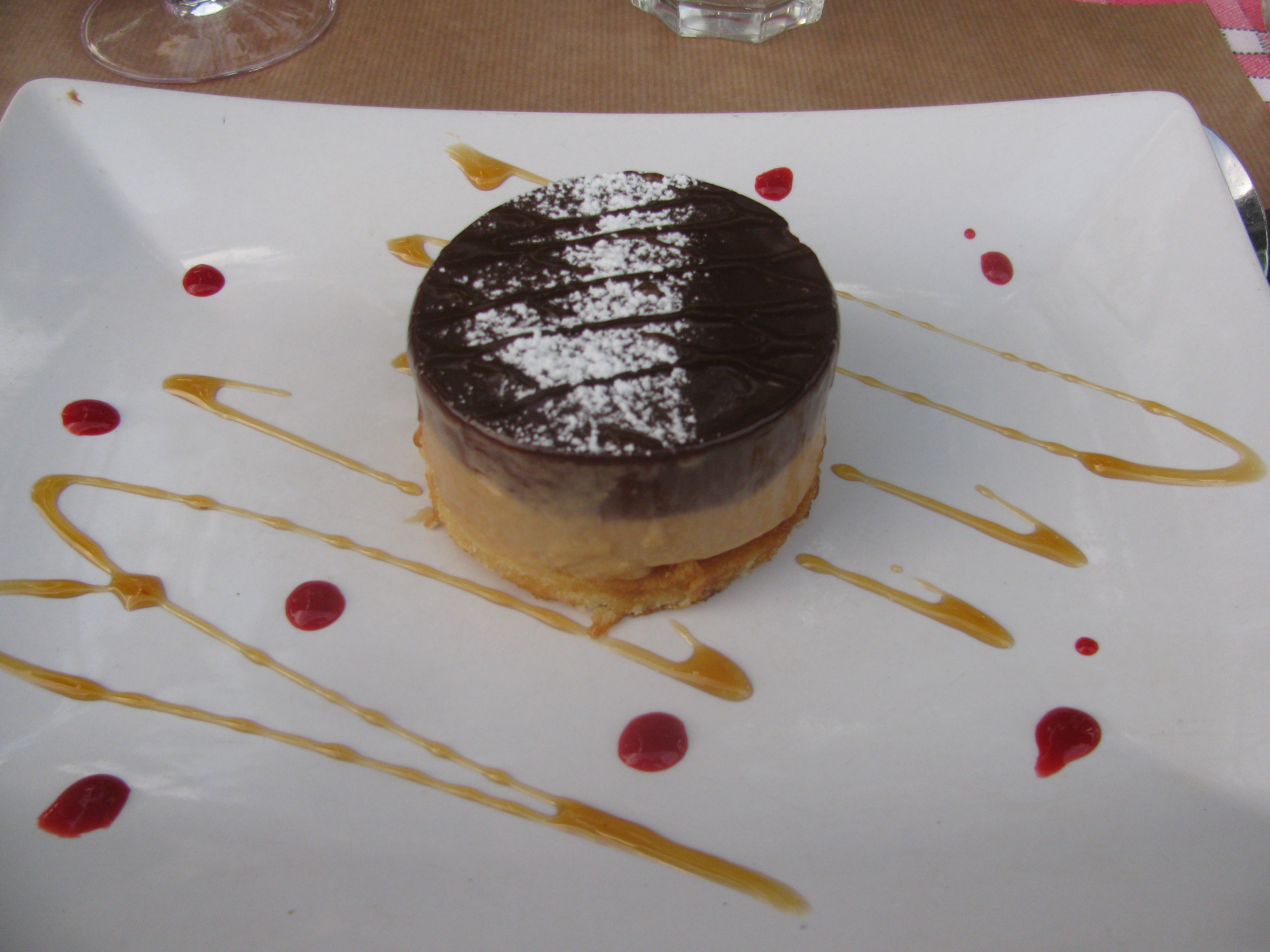
アントルメの例

アントルメ（フランス語: entremets、英語: entremet）とは、今日では食後に出る甘い菓子の総称。フランス料理ではデザートを指す言葉としてもつかわれるが、デザート（フランス語で「デセール」）とはニュアンスの違いがある。

## 概要
デセール（デザート）は食後に提供されるもの全般のことであり、菓子以外にチーズや果物なども含まれる。アントルメと呼ばれるのは、チーズや果物を除いた甘い菓子のことになる。
アントルメ・シュクレ
アントルメの中でも甘いものをアントルメ・シュクレとも呼ぶが、単に「アントルメ」と言った場合にはアントルメ・シュクレを指すことも多い。
アントルメ・ド・キュイジーヌ
作り置きできないアントルメのこと。
アントルメ・ド・パティスリー
作り置きできる菓子類のこと。

## 役割
アントルメの役割は、スープ、オードブル、アントレ、肉料理という流れで出てくる提供される料理を一旦切って口直しをすることにある。

## 歴史

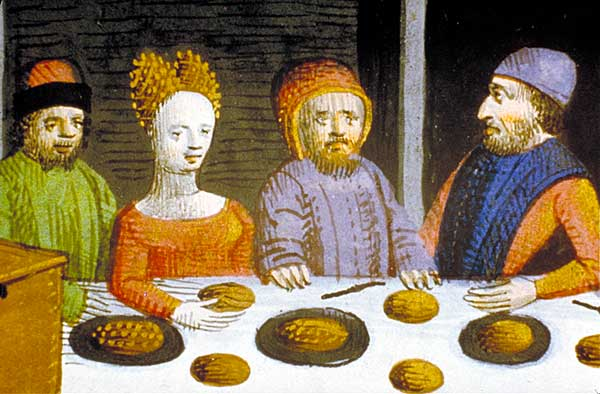
初期のアントルメを描いた絵画。サフランや卵黄で着色した穀物の粥

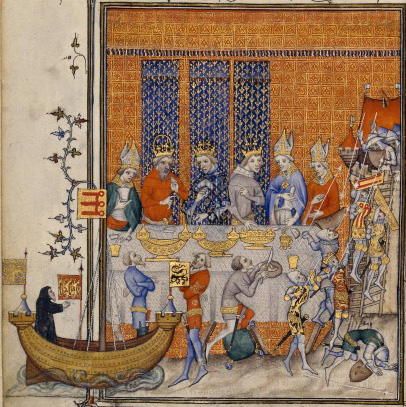
シャルル5世の宴席におけるアントルメを描いた絵画

中世ヨーロッパの中世料理では、コースで提供される料理（主に大皿料理）は「メ（mets）」と呼ばれ、料理と料理の間に提供される余興が「アントルメ」と呼ばれた。スープ、アントレ、肉料理といった様々な料理「メ（mets）」が提供され、それらの料理の「間」に、文字通りアントル・メ（間の料理）といわれるものが提供されていた。
14世紀になると、「アントルメ」として特別な料理が供されるようになった。初期のころはアントルメとは上座にいる者だけに出される追加料理を意味し、肉料理の合間の箸休めとしての軽いメニューであった。色や香りを付けた小麦や豆の粥であったり、後にはゆでた臓物や煮こごりが提供されるようになった。
ほどなくして、「アントルメ」とは料理に限らず、会食者を喜ばせるための余興、見世物や演じ物へと変わっていった。ペイストリーやバター、木やキャンバスといった様々な素材で作られた置物「アントルメ・デコラティフ（entremet décoratifs）」だったり、「アントルメ・ムーヴァン（entremet mouvants）」（動くアントルメ）と呼ばれるからくり仕掛けの人形や人間が手作業で動かすようなものもあった。歌や芝居が入り混じった寓意をふくむ空想的作品であったり、時には政治的なメッセージを示唆するようなこともあった。婚礼の際に催された宴では、出産する女性が描写された「アントルメ」などもあった。テーブルでの食事を盛り上げる役目を担っているのだが、デコラティフにせよムーヴァンにせよ会食者の味覚よりも、視覚に訴えたものであった。中には4人がかりで担ぐような大きくな輿に乗った「城」に城壁をめぐらせ、塔には宴席の主人の家の紋章で装飾され、火を吐き出す仕掛けを組み込んだ焼いた猪の頭部、熱処理したカワカマス、皮を剥いで火を通してから再び羽毛を飾り付けた白鳥などなどの大掛かりなものもあった。
16世紀になるとアントルメは料理と完全に切り離されたスペクタクルが中心となって行き、この流れの末に今日のディナーショーが誕生しているとも言える。
また、会食者を楽しませるための料理として詰め物の中に何が入っているかわからないファルスなども考案されていった。1651年に刊行されたフランシス・ピエール・ラ・ヴァレンヌの料理書『フランスの料理人（Le Cuisinier françois）』にはアントレ、肉料理やアントルメのレシピにも詰め物料理がたくさん紹介されており、詰め物料理は当時の人気だったことがうかがえる。
アントルメ・ムーヴァンはやがて人気が無くなっていったが、詰め物料理は今日まで残っている。
19世紀になりアントナン・カレームがピエスモンテ（工芸菓子）を開発すると、「食べるより観るもの」として料理に視覚的魅惑を復活させた。

## 参考書籍
- バーバラ・ウィートン（著）、辻美樹（訳）『味覚の歴史 :フランスの食文化―中世から革命まで』大修館書店、1991年。ISBN 978-4469250442。
- 高平鳴海、愛甲えめたろう、銅大、草根胡丹、天宮華蓮『図解 食の歴史』新紀元社、2012年。ISBN 978-4775310007。